# 1851 en Italie
Chronologie de l'Italie
- 1847
- 1848
- 1849
- 1850
- 1851
- 1852
- 1853
- 1854
- 1855

## Événements

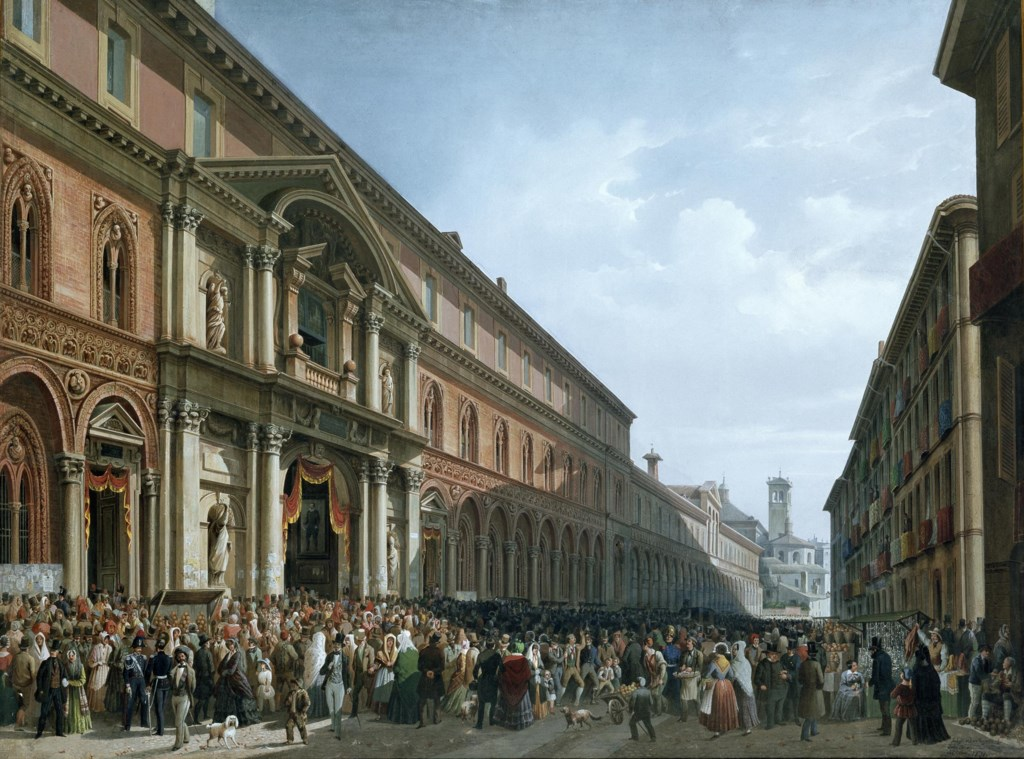
Luigi Bartezzati, La Fête du pardon à l'Ospedale Maggiore de Milan, 25 mars 1851.

- 1er janvier : émission du premier timbre postal italien au Piémont-Sardaigne[1].
- 9 mars : première ligne télégraphique entre Turin et Moncalieri[1].

- 14 août : tremblement de terre du Vulture. Destruction des villes de Melfi et Barile et dommages importants à Rapolla, Rionero in Vulture et Venosa[2].

- 5 novembre : exécution par pendaison de Giovanni Grioli, l'un des martyrs de Belfiore[3].*

## Culture
- 11 mars : Rigoletto, opéra de Giuseppe Verdi, créé à la Fenice de Venise[4].

## Naissance en 1851
- 3 avril : Alberto Della Valle, dessinateur, illustrateur et photographe. († 24 décembre 1928)
- 4 août : Francesco Paolo Michetti, peintre et photographe. († 5 mars 1929)

## Décès en 1851
- 10 mars : Léopold de Bourbon-Siciles, 60 ans, prince de Naples et de Sicile puis des Deux-Siciles, prince de Salerne, fils du roi Ferdinand Ier des Deux-Siciles. (° 2 juillet 1790).
- 13 avril : Giovanni Battista Biscarra, 61 ans, peintre, nommé en 1821 premier peintre du roi et directeur de l'Académie des Beaux-Arts de Turin[5] par le roi de Sardaigne Charles-Félix. (° 22 février 1790)
- 24 mai : Carlo Vizzardelli, 59 ans, cardinal, créé par le pape Pie IX, qui fut notamment secrétaire de la Congrégation extraordinaire des affaires ecclésiastiques. (° 21 juillet 1791)